# Poverty Bay Rugby Football Union
La Poverty Bay Rugby Football Union è l'organo di governo del rugby a 15 nella regione di Gisborne. Prende il nome dalla baia della Povertà su cui si affaccia la città di Gisborne.
La squadra provinciale a esso afferente disputa l'Heartland Championship, terza divisione nazionale, e la provincia afferisce a sua volta alla franchise professionistica di Super Rugby degli Hurricanes.
La federazione rugbistica di Poverty Bay è nata nel 1890; la squadra disputa i suoi incontri interni al MoreFM Rugby Park di Gisborne.
Il suo colore sociale è rosso.

## Piazzamenti nell'Heartland Championship
| Heartland Championship Results |       |       |            |       |     |     |      |       |        |        |                                                                                  |  |
| Anno                           | Gioc. | Vinte | Pareggiate | Perse | PF  | PS  | Diff | Bonus | Points | Piazz. | Playoffs                                                                         |  |
| 2006                           | 8     | 5     | 0          | 3     | 243 | 194 | +49  | 4     | 24     | 7°     | batte Buller 36-10 (semifinali), batte King Country 46-34 (Lochore Cup)          |  |
| 2007                           | 8     | 5     | 0          | 3     | 193 | 162 | +31  | 4     | 24     | 7°     | batte Thames Valley 65-3 (semifinal), batte South Canterbury 38-35 (Lochore Cup) |  |

## Ranfurly Shield
Il Poverty Bay non ha mai conquistato il Ranfurly Shield.

## Poverty Bay in Super Rugby
Poverty Bay insieme con Wellington, Taranaki, Wairarapa Bush, Wanganui, East Coast, Hawke's Bay, Manawatu and Horowhenua-Kapiti costituisce la franchigia degli Hurricanes nel Super 14.

## All Blacks
Sei atleti sono stati selezionati in passato per gli All Blacks mentre giocavano per il club:
- J.L Collins
- B.B.J Fitzpatrick
- Ian Kirkpatrick
- L.G Knight
- R.M Parkinson
- Richard White

## Clubs
East Coast Rugby Football Union è costituita da 12 club
- GMC Pirates
- Horouta
- Horouta Sports Club
- HSOB
- Ngatapa
- OBM
- Pirates Sports Club
- Rangatira Sports Club
- Tahora
- Waikoha
- Whatatutu
- Young Maori Party